# Pterandra
Pterandra es uno de los 75 géneros de la familia Malpighiaceae, del orden Malpighiales. Pterandra comprende 15 especies de árboles, arbustos y subarbustos, todos ellos nativos de Suramérica, principalmente Colombia, Venezuela, y Brasil; las excepciones (P. mcphersonii, P. isthmica) son de Panamá.
Especies
| - Pterandra andersonii C. E. Anderson - Pterandra arborea Ducke - Pterandra colombiana C. E. Anderson - Pterandra egleri W. R. Anderson - Pterandra evansii Cuatrec. - Pterandra flavescens Maguire - Pterandra guianensis W. R. Anderson - Pterandra hatschbachii W. R. Anderson | - Pterandra hirsuta C. E. Anderson - Pterandra isthmica Cuatrec. & Croat - Pterandra mcphersonii C. E. Anderson - Pterandra pyroidea Adr. Juss. - Pterandra sericea W. R. Anderson - Pterandra ultramontana Cuatrec. - Pterandra viridiflora C. E. Anderson |